# Lucha Reyes (cantante peruana)
Lucila Justina Sarcines Reyes (Lima, 19 de julio de 1936-Lima, 31 de octubre de 1973), conocida como Lucha Reyes, fue una cantante afroperuana de música criolla. Su talento interpretativo le valió los apelativos de la Morena de Oro del Perú y la Reina de la Popularidad.
Falleció el 31 de octubre de 1973, fecha en la cual, coincidentemente, se celebra el Día de la Canción Criolla en Perú.

## Biografía y carrera artística

### 1936-1959: Infancia y juventud
Lucila Sarcines Reyes nació en la Calle Aromito (hoy conocida como Jirón Sechura) en el distrito del Rímac. Fue hija de Tobías Sarcines y de Lucila Reyes, una lavandera de condición modesta. Tuvo más hermanos, no sabiéndose la cantidad exacta (algunos diciendo que tuvo hasta quince), pero todos de la unión Sarcines-Reyes. 
A la edad de 5 años, debido a la precariedad económica, Lucila empezó a cantar en las calles para conseguir dinero. Sin embargo, en 1942 fallece su padre. Su madre adquiere entonces una nueva pareja la cual, lejos de cumplir un rol paterno, la maltrataba tanto física como psicológicamente. Tiempo después, un incendio, originado por un lamparín que iluminaba su vivienda, hizo que la familia se trasladara a los Barrios Altos, una zona limeña caracterizada por ser la llamada Cuna del Criollismo.
Debido a la agudización de los problemas económicos, su madre tomó la decisión de enviarla al Convento de Nuestra Señora de la Caridad del Buen Pastor, a cargo de la Congregación del Buen Pastor. Ellas la formaron hasta el tercer grado de primaria y le inculcaron valores que la caracterizarían posteriormente: su proximidad con los humildes y su visión de la vida desde un punto de vista humano. 
Años más tarde, contrajo matrimonio civil con Jorge Henry Casquero, sargento de la Guardia Civil, relación que estuvo marcada por la violencia y duró corto tiempo. Pasado un periodo, tuvo una segunda relación de la cual no se tiene información alguna; sin embargo tampoco en ella fue feliz. Fruto de esa relación, Lucila concibe en 1952 a su primer hijo Humberto Cueto Sarcines, y en 1953 a Alejandro Cueto Sarcines. Cuando sus hijos crecieron, llegó a adoptar a una niña llamada Beatriz Rivera, a quien crio como suya; esto lo hizo hasta el final de sus días.
Antes de ser conocida como cantante y artista, Lucila trabajó vendiendo periódicos en las calles de los Barrios Altos, así como laboró de lavandera, cocinera, lustrabotas y trabajadora del hogar.
A mediados de la década de los años 1950, participó sin proponérselo en un programa de aficionados de la popular Radio Victoria, llamado El sentir de los barrios; debutando con el vals de Sixto Carrera, Abandonada, teniendo un gran éxito. En esa ocasión, la acompañaron en las guitarras: Bernardo Herrera y Guillermo Ocharán.
Sin embargo, Lucila empezó a sufrir descompensaciones, fatiga, y constantes inconvenientes respiratorios, llegando incluso a toser sangre. Posteriormente, unos exámenes médicos arrojan como resultados diabetes, edema, disnea, y se interna en 1959 en el Hospital Hipólito Unanue (en ese entonces llamado Bravo Chico), donde permaneció todo un año internada y en observación. En ese lapso de tiempo, y debido a su espíritu alegre y cooperador, se ganó rápidamente la simpatía y el cariño de las religiosas, así como del cuerpo médico.

### 1960-1969: La Peña Ferrando y crecimiento profesional

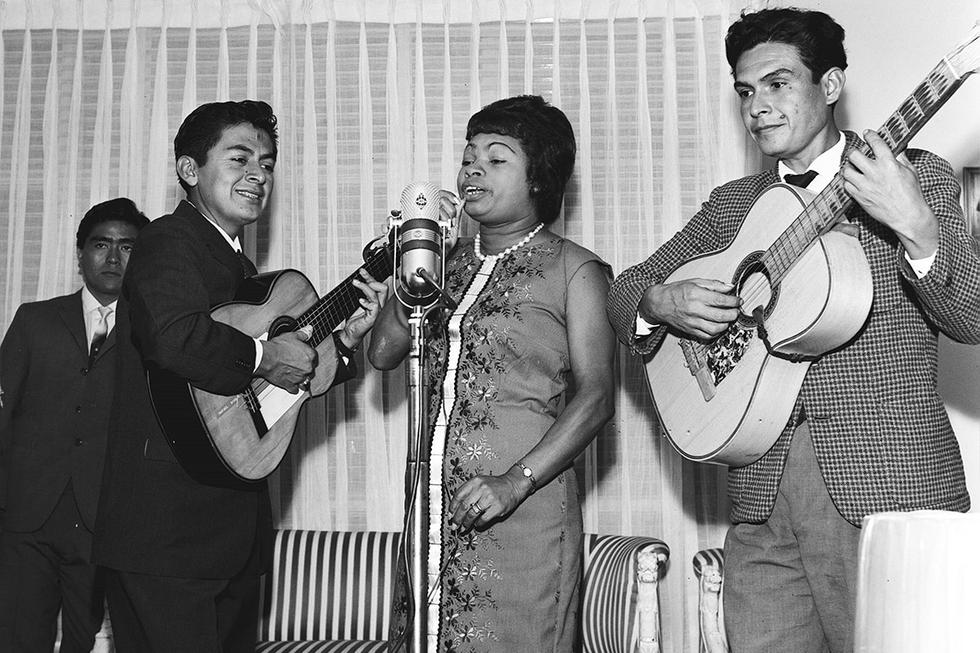
Lucha Reyes en medio de una presentación de la Peña Ferrando, el 11 de abril de 1966.

En 1960, luego de ser dada de alta y aparentemente haber controlado sus problemas de salud, volvió al canto. Esta vez con el nombre artístico de Lucha Reyes, se presenta en el Teatro Pizarro de los Barrios Altos, donde tiene nuevamente éxito con el vals "Abandonada". En una de esas presentaciones Gonzalo Toledo, bohemio descubridor de talentos, la escucha y luego la visita en la casa de su entonces suegra en la Quinta Santa Clara. Fue Toledo quien la presentó al animador y locutor hípico Augusto Ferrando el cual, luego de algunas pruebas, la integró a la famosa Peña Ferrando.
Con el grupo de Ferrando, realizó presentaciones tanto en Lima como en el interior de Perú: cantando (desde valses y boleros hasta guarachas), actuando e imitando a las extintas Celia Cruz, Olga Chorens, Toña la Negra y a Celina González. Permaneció en la Peña hasta inicios de 1970.
A mediados de los años 1960, Piedad de la Jara, por recomendación de Lucila Campos, la contrató para trabajar en la Peña Karamanduca, una de las mejores peñas que existieron en la capital. Las presentaciones de la artista en dicho local criollo representaron una de sus mejores épocas en su carrera como cantante. 
Entre 1962 hasta 1964, Lucha registró sus primeras canciones, con la disquera "El Virrey Industrias Musicales", recopilando un mini long play en 1969, con seis temas llamado "Lucha Reyes con Acompañamiento de Orquesta". Entre los títulos que se encuentran en aquel disco se hallan el vals de Laureano Martínez, Fatalidad; así como dos boleros "Tú me Acusas" de Carlos Salazar y Mi Desdén de Luis Dean. 

### 1970-1971:Regresay consagración como artista

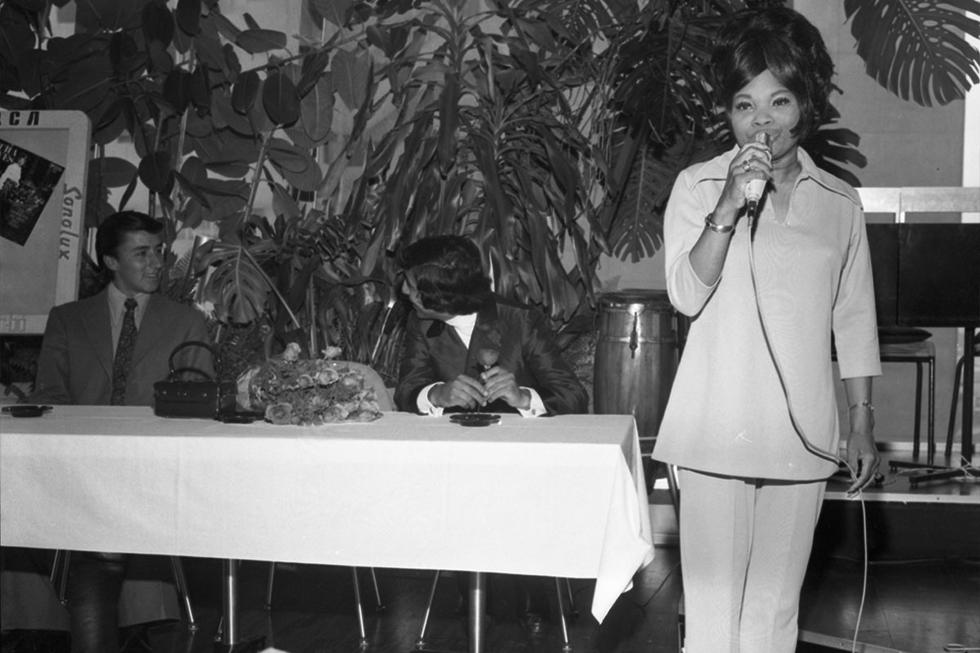
Lucha Reyes junto a representantes de la discográfica RCA Victor, durante la presentación de su disco La Morena de Oro del Perú en el Hotel Crillón de Lima, el 11 diciembre de 1970.

En noviembre de 1970, la compañía Fabricantes Técnicos Asociados (F.T.A), sello discográfico representante de la pujante empresa norteamericana RCA Víctor, la contrató por intermedio de Viñico Tafur, firmando un contrato exclusivo para esta empresa musical.  
El 11 de diciembre, realizaron su presentación ante la prensa, así como también la de su primer trabajo discográfico de larga duración, en el Hotel Crillón de Lima. Desde ese momento, el empresario argentino Nilo Marchand, gerente de la compañía, se convirtió en su representante. En esa placa titulada "La Morena de Oro del Perú" grabó su primer éxito comercial, el vals de Augusto Polo Campos, Regresa; convirtiéndose en su canción más celebre y cautivando así al público peruano. Destacaron además en esa placa especial Tu Voz, de Juan Gonzalo Rose y Víctor Merino; Aunque me Odies, de Félix Figueroa; Como una Rosa Roja y Soy Peruana, Soy Piurana, de Gladys María Pratz: José Antonio y La Flor de la Canela, de Chabuca Granda; Que Importa, de Juan Mosto; y Cariño Malo de Polo Campos. 
El disco resultó un rotundo éxito para la cantante, convirtiéndola en una de las mayores promesas de la música criolla. Además de Regresa, su interpretación del vals Tu Voz convirtió la canción en un vals muy popular. Anteriormente había sido presentado en el "Festival de la Canción" de Chiclayo de 1969, bajo la interpretación de la entonces joven cantante Tania Libertad. Libertad ganó el certamen de ese año con esa canción.   

En 1971, grabó su segunda placa asesorada musicalmente por Rafael Amaranto: "Una Carta al Cielo", donde se hicieron éxitos: Jamás impedirás, de José Escajadillo; Una carta al cielo, de Salvador Oda; Propiedad privada, de Modesto López; y Ya ves de Augusto Polo Campos. Durante este periodo donde los contratos y las presentaciones se hicieron más frecuentes, su salud volvió a resentirse. Siendo internada por segunda vez en el Hospital Hipólito Unanue, se le detecta hipertensión arterial e insuficiencia cardiaca. 

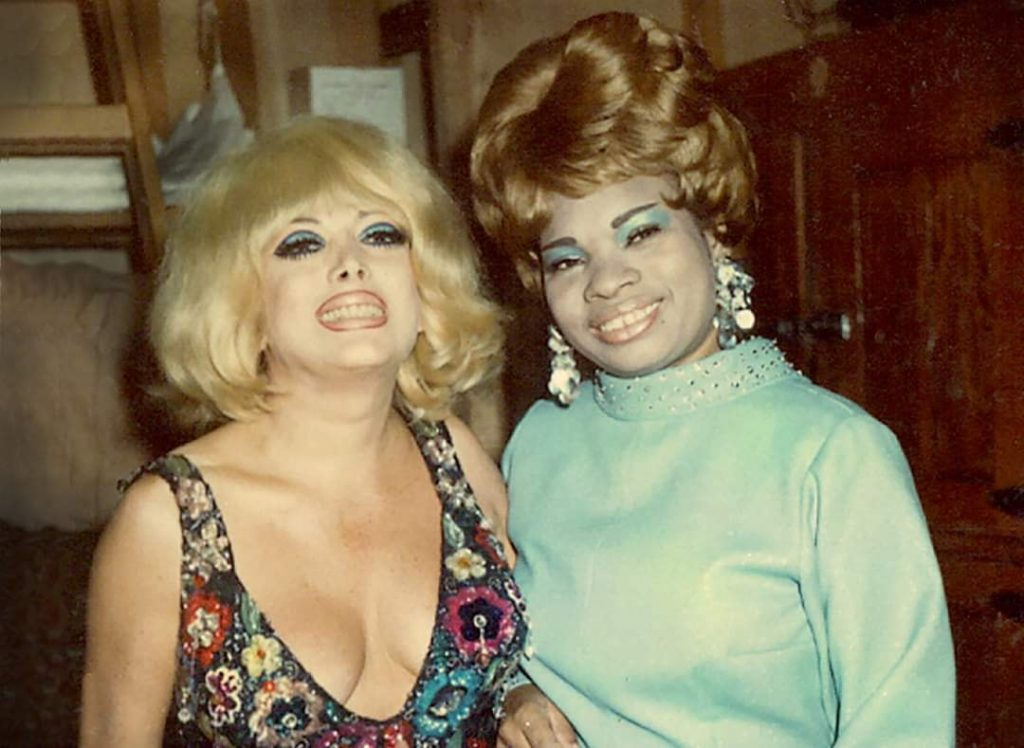
Lucha Reyes junto a la vedette transexual de origen francés, Coccinelle, durante la gira de esta última en el Perú a inicio de los años 1970.

Su segundo internamiento no pasó desapercibido puesto que se convirtió en una cantante muy reconocida y solicitada, lo que produjo constantes visitas de diferentes personas al nosocomio, tanto de conocidos como desconocidos, para verla. 
A mediados de año, recibió un disco de oro por su grabación, Regresa. Casi al mismo tiempo, obtuvo su propio programa radial que duraría hasta 1972 en Radio Unión llamado "Primicias Criollas" que llevaba el auspicio de la fenecida fábrica textil "Benson Polyester". Compartió junto a los locutores Enma Cabrera y Antonio Boza Flores hasta mediados de 1973, momento en el cual se muda a Radio Victoria acompañada entonces por el locutor Carlos Alfonso Delgado. La entrada a su programa, hasta hoy recordada, era:

¡Soy Lucha Reyes señores, vuestra criolla servidora, con el Perú y con ustedes en mi cita de esta hora!.

Tuvo una estrecha relación amical con Consuelo Gonzáles Posada, esposa del entonces presidente de la República, el general Juan Velasco Alvarado, quien financió el primer trabajo discográfico de la artista. Además,se convirtió en una persona infaltable dentro de las presentaciones que ofreciera en la capital y quien también brindó auxilio médico a la artista, ante cualquier eventualidad en sus presentaciones en provincia.

### 1972-1973: Gira a Estados Unidos y problemas de salud

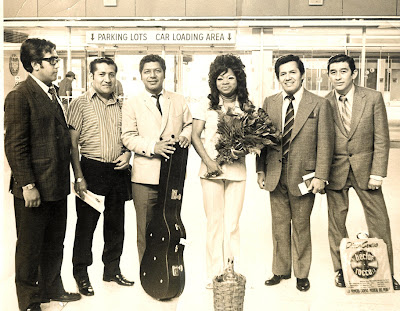
Lucha Reyes y su conjunto a su arribo al Aeropuerto Internacional John F. Kennedy por su gira en Estados Unidos, el 16 de julio de 1972.

En 1972, lanzó al mercado su tercer larga duración: Siempre criolla, con un régimen más moderado que no pudo conservar por mucho tiempo, ya que los contratos se hicieron cada vez más frecuentes. Éxitos como Corazón, de Lorenzo Humberto Sotomayor; De Puerta en Puerta, de Augusto Polo Campos; Déjalos, de Félix Pasache; y Sonrisas, de Pedro Espinel. 
Ese mismo año fue invitada por la colonia peruana en los Estados Unidos, viajando la segunda quincena de julio, donde triunfó apoteósicamente en el Waldorf-Astoria de Nueva York y Chicago; sin embargo su médico de cabecera Eduardo Zuleta, viendo el incumplimiento del tratamiento producto de sus constantes giras, la volvió a hospitalizar debido a que los controles médicos que se realizaban mensualmente ya no hallaban mejoría sino más bien complicaciones; por lo que a inicios del año 1973 los médicos le prohibieron las actuaciones definitivamente. En ese lapso de tiempo, le pide a los compositores Augusto Polo Campos y Pedro Pacheco que le hiciesen una canción de despedida. Polo Campos, entonces, le compone el vals Espera, Corazón, que ella estrena el 18 de enero, aniversario de la ciudad de Lima. Sin embargo, el empeoramiento de su diabetes produjo en ella un cuadro patológico cardiaco. A mediados del año empezó a presentar dificultades oculares. 
En esta última etapa ya conocía a su último compromiso, el guitarrista Ausberto Mendoza, quien con amor íntegro y desinteresado, atendía a la cantante en todo los aspectos, y la acompañó hasta sus últimos momentos de vida. 
Lucha Reyes visitó una tarde de mayo al compositor Pedro Pacheco en su domicilio, quién le entrega el vals de despedida que le había pedido la cantante. Este vals, llamado Mi última canción, dio título a su cuarto y último larga duración. De ésta grabación salen los éxitos: Soy tu amante, de Rafael Amaranto; Amor de una noche, de su amiga personal y asistente Pilar Quenés; Que viva Chiclayo, de Luis Abelardo Núñez; y Así lo quieres tú, de Pedro Pacheco. 
A mediados de agosto, su estado físico empezó a deteriorarse de manera rápida y notoriamente, teniendo ya que depender de una silla de ruedas. En el mes de octubre hizo sus últimas apariciones en público, viéndosele aún el 28 de ese mes en el homenaje que le hizo al Señor de los Milagros, día central de su recorrido procesional; sin esperar que sería la última vez que le rendiría tributo. Algunos testigos afirmaron que aquella mañana estaba con el hábito morado, peluca plateada, en silla de ruedas y con lentes oscuros. 

## Fallecimiento y funeral
En la mañana del miércoles 31 de octubre de 1973, fue invitada a una misa en la Asociación Peruana de Autores y Compositores (APDAYC), por el Día de la Canción Criolla. Mientras iba en su vehículo que la trasladaba desde su casa en el distrito de La Victoria hacia el local, en las intersecciones de las avenidas Wilson y Uruguay, sufrió un infarto. Inmediatamente fue trasladada al servicio de urgencia de la Clínica Internacional, donde llegó sin vida a las 9:45 de la mañana. Los médicos de guardia confirmaron el deceso. 
Había perdido la batalla contra la diabetes a la edad de 37 años.
Sus restos mortales fueron conducidos hacia el C.S.M. "El Sentir de los Barrios" en Lima (lugar en el cual laboró y se descubrieron sus dotes como cantante), donde se instaló la capilla ardiente. Para los funerales, la cantante fue maquillada y peinada con su mejor peluca, como fue su deseo; así como también el ser velada en dicho centro musical. Sin embargo, al verse superado la capacidad del local, los restos fueron llevados a la Casa de la Cultura en Lince.  La prensa escrita anunció el deceso con llamativos titulares. Inclusive el afamado compositor, Augusto Polo Campos, interrumpió la transmisión en vivo del programa del Tío Johnny para anunciar la muerte de la cantante. 
El jueves 1 de noviembre, el féretro fue trasladado en carroza desde Lince a la Iglesia de San Francisco, donde se celebró una emotiva misa de cuerpo presente a las 11:00 de la mañana. Su sepelio fue multitudinario: 30.000 personas presentes. Luego de la misa, una muchedumbre se opuso a que fuese trasladada de vuelta en carroza fúnebre, llevándola en hombros y coreando sus canciones en un recorrido de tres horas y unos seis kilómetros hasta el Cementerio de El Ángel, donde fueron sepultados sus restos.

## Legado
En 1974, su sello discográfico lanza al mercado al conmemorarse el primer aniversario de fallecimiento, un disco que contenía temas inéditos, y lo plasma en la placa póstuma: "Lucha por Siempre... Lucha", en esta obra se lanzaron temas como "El Último Brindis", de Augusto Polo Campos; "Lloro en Silencio" de Benigno Tafur con Aquiles Antayo, la novedad fue el huayno; "Llaulillay" de Graciano Puente de la Vega. 
En 1991 su vida fue llevada a la televisión, en la polémica serie llamada "Regresa", que tuvo como protagonista principal a la actriz Zonaly Ruiz. "Regresa" fue dirigida por Michel Gómez y escrita por Eduardo Adrianzén. 
En el 2010 se lanzó el documental "Lucha Reyes: Carta al cielo" producido por el escritor y documentalista Javier Ponce Gambirazio el mismo que gana el Festival de Lima. A la vez se estrenó su caja recopilatoria Regresa con cinco discos.
En el 2018, se estrenó la obra de teatro "Lucha Reyes, sin decirte adiós", escrita por el actor y dramaturgo Eduardo Adrianzén e inspirada en la vida de la artista. Estuvo dirigida por Rómulo Assereto y protagonizada por Anaí Padilla.
En 2023 se propuso relanzar su legado musical Lucha Reyes, recuerdos: Volumen uno a cargo de Jalo Núñez del Prado.

## Discografía
No se han considerado los aproximadamente quince discos de 45 r.p. m., donde hay temas que no fueron incluidos en los larga duración son el caso de "Malabrigo", "Dos cartas", "La canción del Porvenir", "Camarón", "Anhelos", "Abandonada", "Chiclayanita" , "Mi primera elegía", "Escucha mi canción", "Busco ternura", "Desesperanza", entre otros, muy aparte de estos temas en las producciones existen otros contenidos que a continuación se mencionan:
| Serie    | Título                                           | Año de Publicación |
| MLPV 44  | Lucha Reyes con acompañamiento de orquesta       | 1969               |
| FLPS 86  | La Morena de Oro del Perú                        | 1970               |
| LPP 154  | Homenaje al sesquicentenario de la Independencia | 1971               |
| FLPS 110 | Lucha Reyes: una carta al cielo                  | 1971               |
| FLPS 126 | Siempre criolla                                  | 1971               |
| FLPS 150 | Mi última canción                                | 1973               |

### Discografía póstuma
| Serie     | Título                                                         | Año de Publicación |
| FLPS 178  | Lucha, por siempre... Lucha                                    | 1974               |
| FLPS 191  | Regresa... Lucha Reyes, La Morena de Oro del Perú y sus amigos | 1974               |
| FLPS 216  | El show de Lucha Reyes                                         | 1975               |
| FLPS 156  | Cuatro estrellas criollas                                      | 1973               |
| FLPS 167  | Freddy, su saxo criollo y sus artistas invitados               | 1974               |
| XRCL2 008 | Bodas de oro de la música peruana, vol. 3                      | 1975               |
| FLPS 278  | Criollos inolvidables                                          | 1978               |
| FLPS 295  | Criollos inolvidables, vol. 2                                  | 1978               |
| FLPS 356  | Criollos inolvidables, vol. 3                                  | 1982               |
| DT 2      | Música del Perú                                                | 1972               |
| LPP 142   | Una placa para Pinglo                                          | 1970               |
| LPS 8001  | Recordando a Lucha Reyes - Los solteritos                      | 1977               |